# Borophagus littoralis
Borophagus littoralis — вимерлий вид роду Borophagus підродини Borophaginae, групи псових, ендемічних для Північної Америки з епохи раннього міоцену (23.3 млн років тому) до епохи пліоцену (4.9 млн років тому).

## Огляд
Borophagus littoralis був названий Копом у 1892 році та вважається синонімом Osteoborus diabloensis. Borophagus littoralis, як і інші Borophaginae, широко відомі як собаки, які «трошать кістки» або «гієноподібні». Хоча він і не був наймасовішим борофагіном за розміром або вагою, він мав більш високорозвинену здатність хрускіти кістками, ніж попередні, більші роди, такі як Epicyon, що, здається, є еволюційною тенденцією групи (Turner, 2004). В епоху пліоцену Borophagus почали витіснятися Canis, такими як Canis edwardii, а пізніше Canis dirus. Ранні види Borophagus до недавнього часу відносили до роду Osteoborus, але зараз ці роди вважаються синонімами.